# 代数解析学
代数解析学（だいすうかいせきがく、英語: Algebraic analysis）とは数学の一分野であり、
代数的な手法を用いて解析学を研究する分野のことである。超関数に対する代数的な接近法であり、線形偏微分方程式系の代数的取り扱いを可能にした。
超関数などのような関数の一般化やその性質を調べる複素解析学と層の理論を用いて線形偏微分方程式を扱う。
この分野は佐藤幹夫によって1959年頃に確立された。